# Mate Ghvinianidze
Mate Ghvinianidze (in georgiano მათე ღვინიანიძე?; Tbilisi, 10 dicembre 1986) è un ex calciatore georgiano, di ruolo difensore.

## Palmarès

### Club

#### Competizioni nazionali
- Perša Liha: 1

Sevastopol': 2012-2013